# Ilarie Chendi
Ilarie (tkp. Ilarian) Chendi (Darlac, 1871. november 14. – Bukarest, 1913. június 23.) román irodalomkritikus.

## Élete
Apja ortodox lelkész, Medgyes vidéki esperes volt. Keresztnevét dédapja, Alexandru Papiu Ilarian tiszteletére kapta. Anyja kilenc hónapos korában meghalt. Kisgyermekkorát anyai nagyszüleinél töltötte Mezőbándon, itt járt elemi iskolába is.
Az első gimnáziumi osztályt a medgyesi szász gimnáziumban, a hét további osztályt a segesvári Bergschuléban végezte. 1891 és 1893 között elvégezte a nagyszebeni ortodox teológiát. Teológusi évei alatt versei és prózai írásai jelentek meg és népmeséket gyűjtött Gurarón.
1894-ben beiratkozott a budapesti egyetem filozófia szakára. Itt Rosa cu ghimpi ('Tövises rózsa') címmel kéziratos folyóiratot szerkesztett. 1895-ben pár hónapig az Enciclopedia română szerkesztőjeként dolgozott. A Familiában jelentek meg kritikái, tárcái és novellái. 1898-ban a Tribuna Poporului szerkesztőségi tagja lett.
1898-ban a katonai behívó elől Resinárnál átszökött Romániába. Az év szeptemberétől haláláig a bukaresti Akadémiai Könyvtárban dolgozott. Egy ideig ugyanabban az albérleti szobában lakott, amelyet utolsó éveiben Eminescu bérelt.
Bár ettől kezdve nem térhetett vissza szülőföldjére, továbbra is folyamatosan jelentek meg cikkei, tudósításai, tanulmányai, recenziói a magyarországi román lapokban. 1899-ben barátjával, Ștefan Octavian Iosiffal megalapították a Floare-albastră című folyóiratot, amely 1901-ben beolvadt a Sămănătorulba.
Nicolae Iorga despotikus vezetési stílusa miatt 1905-ben kivált a Sămănătorul szerkesztőségéből és megalapította a Viața literară (később Viața literară și artistică) című lapot. A folyóirat mentorai kezdetben George Coșbuc és Ion Gorun voltak, később maga köré gyűjtötte a Victor Eftimiu, Zaharie Bârsan és Virgil Cioflec nevével fémjelzett munkatársi gárdát. Egy év alatt a lap tízezres példányszámot ért el, maga Chendi pedig kritikáival rettegett tekintéllyé vált.
Az újabb erdélyi lapokba is dolgozott: szerkesztette a Tribuna és a szászvárosi Libertatea társadalmi rovatát, cikkeket írt a Țara noastrába és a Luceafărulba. 1908-ban kezdődött együttműködése Octavian Gogával, ettől kezdve a magyarországi román politikusok legfontosabb romániai tanácsadója volt.
1908-ban feleségül vette az erdélyi származású Ana Rusut. Ugyanezen évben egyik kezdeményezője volt a Societate a scriitorilor români ('Román írók társasága') megalapításának és Mihail Sadoveanuval, Iosiffal és Dimitrie Anghellal együtt megindították a Cumpăna című folyóiratot.
Elhatalmasodó elmebaja miatt öngyilkosságot követett el. Barátja, Ștefan Octavian Iosif mellé temették.

## Kritikusi munkássága
A román irodalomtörténet első nagy professzionális kritikusegyéniségeként tartják számon. Tevékenységének két célpontja a dilettantizmus és a modernizmus volt. Titu Maiorescu örökségét folytatva pécézte ki magának az irodalmi dilettánsokat. Felfogása szerint a kritikus az irodalom „őre” vagy „hóhéra”, akinek a feladata kíméletlenül kigyomlálni az értékeket veszélyeztető selejtet. Stílusa vehemens, ironikus, szívesen minősített magvas megfogalmazásokkal.
Maiorescu örököse volt abban is, hogy szembeszállt az „alap nélküli formák”-kal és kigúnyolta az idegen irodalmi divatok majmolását. A modern irányzatokkal szemben még kíméletlenebb volt, mint a dilettánsokkal szemben. Támadta a szimbolizmust, például Macedonskit. Eszménye a Tribuna (főképp Slavici) hagyományát továbbfejlesztő tradicionalista népi realizmus, a világirodalomban pedig a német romantika. Fő törekvései közé tartozott a folklór népszerűsítésének intézményesítése. Bátorította Sadoveanut és Agârbiceanut.
Veszélyesnek tartotta Iorga túlhatalmát a kultúrában és saját folyóiratában állandó kampányt folytatott ellene. A Sămănătorul munkatársaival évekig nem is állt szóba. Kritikáiban nem ismert személyes tekintélyeket, az írók személye azonban gyakran előítéletessé tette munkáikkal szemben.
Az Akadémiai Könyvtár könyvtárosaként életműkiadásokat gondozott.

## Művei
- S-au dus în țară ('Lementek vidékre', novella). Nagyszeben, 1893
- Începuturile ziaristicii noastre (1789–1795) ('Újságírásunk kezdetei, 1789–1795'). Szászváros, 1900
- Zece ani de mișcare literară în Transilvania (1890–1900) ('Az irodalmi élet tíz éve Erdélyben, 1890–1900'). Nagyvárad, 1901
- Preludii. Articole de cercetări literare ('Prelűdök. Irodalomtudományi cikkek'). București, 1903
- Foiletoane ('Tárcák'). București, 1904
- Fragmente. Informațiuni literare ('Töredékek. Irodalmi tudósítások'). București, 1905
- Impresii ('Benyomások'). București, 1908
- Portrete literare ('Irodalmi portrék'). București, 1911
- Schițe de critică literară ('Irodalomkritikai vázlatok'). București, 1924
- Pagini de critică ('Kritikai lapok'). București, 1969